# Sojuz T-15
Sojuz T-15 (rusky Союз Т-15) byla sovětská kosmická loď typu Sojuz ve variantě Sojuz T, byla osmnáctou a poslední lodí své varianty. Loď byla v rámci 1. základní expedice na Mir použita k prvnímu letu na novou vesmírnou stanici Mir, vypuštěnou 19. února 1986. Posádka, Leonid Kizim a Vladimir Solovjov, následně přeletěla na stanici Saljut 7, jednalo se o první přelet mezi dvěma vesmírnými stanicemi v historii kosmonautiky. Zároveň to byl první pilotovaný let po katastrofě raketoplánu Challenger.

## Posádka
| Pozice          | Kosmonauti                          |
| --------------- | ----------------------------------- |
| Velitel         | Leonid Kizim, (3) CPK               |
| Palubní inženýr | Vladimir Solovjov, (2) NPO Eněrgija |

V závorkách je uveden dosavadní počet letů do vesmíru včetně této expedice.
| Pozice          | Kosmonauti                        |
| --------------- | --------------------------------- |
| Velitel         | Alexandr Viktorenko, CPK          |
| Palubní inženýr | Alexandr Alexandrov, NPO Eněrgija |

## Průběh letu

### Start, spojení s Mirem
Start se uskutečnil 13. března 1986 ve 12:33:09 ze startovacího komplexu Gagarinův start na kosmodromu Bajkonur. Kvůli úspoře paliva bylo manévrování ke stanici Mir prodlouženo na dva dni (jednodenní manévrování vyžaduje přibližně 60–70 kg pohonných hmot v automatickém režimu, ale dvoudenní jen 14–20 kg). Když se stanice přiblížila k lodi asi na 200 metrů, pomocí ručního řízení se Sojuz spojil se spojovacím uzlem Miru. Ke spojení došlo 15. března ve 14:38 SEČ. Po kontrole hermetičnosti spoje první posádka vstoupila na stanici necelý měsíc po jejím vypuštění.
Posádka nejprve prověřila systémy stanice a uvedla je do chodu. Kosmonauti zkoušeli různé způsoby řízení letu komplexu a prověřovali činnost palubního počítače. Kromě jiného také fotografovali Halleyovu kometu a zkoušeli dynamické vlastnosti orbitálního komplexu v experimentu REZONANS (také při korekci dráhy). 23. března byl vyzkoušen nový systém rádiového spojení s řídícím střediskem pomocí systému LUČ. V dnech 21. března až 20. dubna byla k Miru připojena nákladní loď Progress 25, od 26. dubna do 22. června ji vystřídala Progress 26.

### Přelet na Saljut 7
Po vyložení nákladu z Progressu 26 se posádka začala připravovat na přelet ke stanici Saljut 7. Dráha Saljutu byla v bezpilotním režimu upravena tak, aby byla jen o málo vyšší, než dráha Miru a v době zahájení manévru svíraly polohy Miru a Saljutu se středem Země úhel asi 30°, což odpovídá vzdálenosti přibližně 3500 km. Mir, protože obíhal po nižší dráze, se v souladu s třetím Keplerovým zákonem k stanici Saljut pomalu přibližoval a v závěru manévru byly od sebe stanice vzdáleny jen 200 km.
5. května, po 51denním pobytu na stanici Mir kosmonauti v lodi Sojuz T-15 opustili stanici a byl zahájen 29hodinový přelet na Saljut 7. Během něj proběhly dvě korekce dráhy a nakonec posádka zahájila závěrečné ruční přibližování. 6. května v 17:58 SEČ se Sojuz T-15 spojil se stanicí Saljut 7. Úkolem posádky bylo nejdříve prověřit stav systémů, případně je opravit a uvést do chodu, potom přišly na řadu geofyzikální a vědeckotechnické experimenty. Postupně proběhlo celkově osm výstupů do vesmíru s celkovou dobou trvání 31 hodin 40 minut. První z nich se uskutečnil 28. května. Sojuz T-15 se od stanice Saljut 7 oddělil 25. června 1986 v 15:58 SEČ, čímž skončila pilotovaná část letu stanice. Po odletu kosmonautů byly provedeny dvě velké korekce dráhy, stanice Saljut přešla na nižší dráhu než Mir.

### Návrat posádky na Mir
Po dvou korekcích dráhy Sojuzu se loď opět přiblížila k Miru a v ručním režimu se s ním spojila. V závěrečných dnech letu kosmonauti pokračovali ve vědeckých výzkumech, především v dálkovém průzkumu Země. Od 2. července do konce letu probíhal experiment GEOEKS-86, jehož součástí bylo snímkování vybraných oblastí z letadel i pozemní měření. Na závěr letu kosmonauti zintenzívnili tělesná cvičení a lékařskou kontrolu svého stavu.

### Přistání
Loď se od stanice oddělila 16. července v 9:09 SEČ, po 70 dnech. Vlastní sestup začal 205sekundovým zážehem motoru a kabina s kosmonauty hladce dosedla na Zem 16. července 1986 v cílové oblasti 55 km severovýchodně od Arkalyku v Kazachstánu.